# 渡部生一
渡部 生一（わたなべ しょういち、1891年〈明治24年〉12月 - 没年不明）は、昭和時代の実業家。政治家。小野田市会議長。

## 経歴
山口県出身。渡部秀之丞の長男。1910年（明治43年）家督を相続する。1917年（大正6年）東京帝国大学政治科を卒業後、三井物産に入り、1930年（昭和5年）小野田セメントに転じ、取締役兼営業部長となった。
その後、大阪通船運輸代表、小野田市会議長を歴任した。

## 親族
渡部家
- 父・秀之丞（? - 1910年、長野県更級郡長在任中に死去）[1][4]
- 母・フミ（1873年 - ?、山口、永井卓一の二女）[1]
- 弟・善信（1906年 - 2004年、弁護士、大阪高等検察庁検事長）[1][5]
  - 同妻・文子（1913年 - ?、広島、秋田吉太郎の長女）[1][5]
  - 同長男・啓一（1935年 - ）[5]
  - 同長女・和代（1937年 - ）[5]
  - 同二女・宣子（1942年 - ）[5]
  - 同二男・晋二（1945年 - ）[5]
- 妻・秀子（1898年 - ?、広島、隅田光蔵の二女）[1]
- 男・周治（1927年 - 2016年、国税庁長官、関西電力副社長）[1]